# Pheidole christopherseni
Pheidole christopherseni är en myrart som beskrevs av Auguste-Henri Forel 1912. Pheidole christopherseni ingår i släktet Pheidole och familjen myror. Inga underarter finns listade i Catalogue of Life.